# Black Flag
Black Flag was een Amerikaanse hardcorepunkband, opgericht in 1976 in Zuid-Californië onder de leiding van Greg Ginn, de gitarist, songwriter en het enige vaste lid van de band. Het meeste materiaal werd uitgebracht op Ginns eigen label, SST Records. 
Door de jaren heen werd de band ook een van de eerste punkbands die elementen van heavy metal ("cross-over") gebruikten in hun muziek.
Zangers zoals Henry Rollins en Keith Morris richtten zich na hun tijd bij Black Flag op eigen bands respectievelijk de Henry Rollins Band en Circle Jerks, of op solowerk. Ex-zanger van Black Flag, Dez Cadena, speelde ook nog bij Misfits 25th Anniversary.
De band was een inspiratiebron voor de Palm Desert Scene-bands Kyuss, Across the River, The Sort of Quartet, Brant Bjork en Queens of the Stone Age.

## Discografie
- Damaged (1981)
- My War (1984)
- Family Man (1984)
- Slip It In (1984)
- Loose Nut (1985)
- In My Head (1985)
- What The… (2013)

## Leden

### Huidige leden
- Greg Ginn – gitaar, achtergrondzang (1976–1986, 2003, 2013–2014, 2019–heden)
- Mike Vallely – zang (2003, 2013–2014, 2019–heden)
- Harley Duggan – basgitaar (2022–heden)
- Charles Wiley – drums (2022–heden)

### Voormalige leden
- Keith Morris – zang (1976–1979)
- Raymond Pettibon – basgitaar (1976)
- Jim "Kansas" Dearman – basgitaar (1977)
- Bryan Migdol – drums (1977–1978)
- Glen "Spot" Lockett – basgitaar (1977; overleden in 2023)
- Chuck Dukowski – basgitaar (1977–1983)
- Roberto "ROBO" Valverde – drums (1978–1981, 2003)
- Ron Reyes – zang (1979–1980, 2013)
- Dez Cadena – zang (1980–1981, 2003), slaggitaar (1981–1983, 2003)
- Henry Rollins – zang (1981–1986)
- Emil Johnson – drums (1982)
- Chuck Biscuits – drums (1982)
- Bill Stevenson – drums (1982–1985)
- Kira Roessler – basgitaar (1983–1985)
- Anthony Martinez – drums (1985–1986)
- C'el Revuelta – basgitaar (1985–1986, 2003; overleden in 2017)
- Gregory Moore – drums (2003, 2013–2014)
- Dave Klein – basgitaar (2013–2014)
- Brandon Pertzborn – drums (2014)
- Tyler Smith – bass (2014-2019)
- Joseph Noval – bass (2019–2022)
- Isaias Gil – drums (2019–2022)